# إنجي محمد
إنجي محمد (مواليد 6 مارس 1985) هي ربّاعة مصرية، مثّلت مصر في أولمبياد أثينا 2004 في منافسات رفع الأثقال وزن الذبابة، وحلّت في المركز الثالث عشر.

## المشاركة الأولمبية
أثينا 2004
| الرياضيّة  | الحدث   | خطف     | خطف     | نتر     | نتر     | المجموع | الترتيب |
| الرياضيّة  | الحدث   | النتيجة | الترتيب | النتيجة | الترتيب | المجموع | الترتيب |
| --------- | ------- | ------- | ------- | ------- | ------- | ------- | ------- |
| إنجي محمد | −48 كجم | 75      | 12م     | 90      | 13م     | 165     | 13      |